# Ikonostas
Ikonostas (također zvan templon) u istočnom kršćanstvu zid je s ikonama i religijskim slikama koji odvaja brod od svetišta u crkvi. Ikonostas se također naziva prijenosni stalak za ikone bilo gdje u crkvi. Ikonostas se razvio iz bizantskog templona, proces koji je dovršen u 15. stoljeću.
Riječ dolazi iz grčkog εἰκονοστάσι(-ον) (još uvijek u svakodnevnoj uporabi u Grčkoj i na Cipru) što znači "mjesto za ikone".

## Položaj
Brod je glavni dio crkve gdje stoji većina štovatelja, a svetilište je područje oko oltara, istočno od broda. Svetilište je obično jednu do tri stepenice više od broda. Ikonostas ne stoji izravno na rubu svetilišta, već je postavljen nekoliko metara iza ruba najviše stepenice. Tako nastaje staza za kler ispred ikonostasa koja se naziva soleas. U samom središtu soleasa je proširenje (ili izbočenje), često okruglo, nazvano ambon, s kojega đakon stoji dok čita litanije tijekom službe.
Ikonostas, iako često visok, rijetko dodiruje strop. Time se, iz akustičkih razloga, omogućuje da ekfoneze (liturgijski uzvici) klera mogu jasno čuti vjernici. U manjim modernim crkvama ikonostas može potpuno nedostajati, pa ga u takvim slučajevima zamjenjuje nekoliko malih ikona na nalonjima (lekternima) koje tvore virtualnu razdjelnicu.
Ikonostas obično ima tri otvora ili skup vrata: Prekrasna vrata u centru, te Sjeverna i Južna vrata sa svake strane. Prekrasna vrata se ponekad nazivaju Carske dveri, ali taj naziv više odgovara centralnim vratima koji povezuju narteks ili predvorje s brodom. Ona su zatvorena kada se ne vrši služba. Moderni običaj o tome kada se vrata trebaju otvarati razlikuje se ovisno o jurisdikciji i lokalnim običajima. U nekim mjestima ona su gotovo uvijek otvorena te se zatvaraju samo u određenim trenucima, dok su drugdje ona gotovo uvijek zatvorena te se otvaraju samo u određenim trenucima.
Sjeverna i Južna vrata često se nazivaju Đakonovim vratima jer ih često koriste đakoni. Ikone svetih đakona često su oslikane na tim vratima (posebice svetog Stjepana Prvomučenika i sv. Lovre). Ponekad se nazivaju Anđeoskim vratima jer su na njima oslikani arkanđeli Mihael i Gabrijel. Južna vrata su tipična "ulazna" vrata, a na njima je oslikan Mihael jer je on "Branitelj". Sjeverna vrata su "izlaz", a na njima je oslikan Gabrijel jer je on "Poslanik" Božji. Ova se vrata ponekad mogu nazivati i "pobočna vrata".

## Položaj ikona
Brojne smjernice ili rubrike reguliraju koje se ikone postavljaju na određene dijelove ikonostasa, iako postoji malo prostora za varijacije. U svojem najpotpunijem slavenskom razvoju ikonostas se sastoji od pet redova ikona:
1. Najdonji red se ponekad naziva Suveren. Na desnoj strani Prekrasnih vrata (gledano iz broda okrenuti prema naprijed) nalazi se ikona Krista (često Pantokratora) koja simbolizira njegov Drugi Dolazak, a na lijevoj strani je ikona Bogorodice (Djevice Marije), simbolizirajući Kristovu inkarnaciju i ulaz na ovaj svijet. Stoga se sve stvari događaju između Kristova prvog i drugog dolaska. Ostale ikone u ovom redu, osim onih na vratima, obično uključuju prikaze sveca zaštitnika ili dan proslave na koji je crkva posvećena, sv. Ivana Krstitelja, sv. Nikolu, jednog ili više od Četvorice Evanđelista itd. Iznad njih su dva zamjenjiva reda: Deisis i dvanaest velikih blagdana:
2. U centru Deisisa nalazi se velika ikona Krista Ustoličenog. Nalijevo i nadesno su ikone Ivana Krstitelja i Teotokosa u molitvenom stavu. Sa svake strane ovih ikona nalaze se ikone arkanđela Mihaela i Gabrijela, zatim svetog Petra i Pavla, a zatim nekog drugog važnog Crkvenog oca koji se želi postaviti ako prostor omogućuje.
3. Slavljenički red sadrži ikone dvanaest velikih blagdana liturgijske godine. Iznad ovoga su dva vršna reda također zamjenjiva jedan s drugim:
4. Starozavjetni proroci i patrijarsi — potonji uključuju dvanaest Jakovljevih sinova—često sa svake strane ikone Naše Gospe od Znamenja; i
5. Dvanaestorica Apostola, često sa svake strane ikone na kojoj su prikazani ili Krist u Drugom Dolasku ili Sveto Trojstvo.

Ponekad se mogu vidjeti dodatni redovi manjih ikona s prikazima svetaca koji se posebno vatreno lokalno štuju.
Nije neobično vidjeti ikonu Mistične večere koja prikazuje Posljednju večeru, a u proširenju i Zajednicu Svetih u Kraljevstvu Božjem, negdje iznad Prekrasnih vrata.
Suvereni red je uvijek prisutan, dok svi ostali mogu nedostajati. Prednost se daje Deisisu ili Slavljeničkom redu ako se samo jedan od njih može uključiti. Jedino najveći i najdorađeniji ikonostasi uključuju svih pet redova.

## Rubrike
Postoji pravilo koje se odnosi na osobe koje smiju ući ili napustiti svetilište, i kojim vratima to mogu učiniti. Prekrasna vrata i prostor između njih i oltara ne smiju koristiti laici ni u kojem slučaju, iako se muška djeca mogu unijeti kroz njih do oltara u obredu "pročišćenja". Biskupi mogu ući kroz Prekrasna vrata u bilo kojem trenutku; svećenici i đakoni mogu to učiniti samo u posebnim trenucima tijekom službe kad su vrata otvorena (dok tijekom Svijetlog Tjedna oni uvijek ulaze i izlaze kroz njih). Svi ostali ulaze u svetilište kroz bočna vrata.
U konventu samo opatica i starije časne sestre mogu ući u svetilište i to samo kroz bočna vrata. Opatica smije ući u bilo kojem trenutku, dok ostale časne trebaju blagoslov za ulazak.
Muški laici kojima je obično dopušteno ući u svetilište uključeni su u vođenje pojedine crkve, tj. u njih spadaju kantori i koristi, oltarni poslužitelji, crkveni čuvari i kapelani, itd. Ulazak u svetilište bez dobrog razloga ili bez blagoslova je zabranjeno čak i kad se ne održava religijska služba.
U rumunjskoj tradiciji na dan posvećenja oltara u crkvi laicima, uključujući i žene, dopušteno je ući i častiti oltar sve dok ne započne Večer Posvećenja.
Ove smjernice su nastajale tijekom mnogih stoljeća zajedno s teološko simboličkim i praktičnim razlozima za njih.

## Teološke implikacije
Ikonostas zapravo ne "razdvaja" brod od Svetog od Svetih već ih naprotiv povezuje. Ikonostas je veza između neba (Svetog od Svetih) i broda (Svetog Mjesta). Stoga je na ikonostasu sve simbolično. Ikone Krista, Teotokosa te raznih svetaca i proslava nalaze se ondje jer nas Krist, Teotokos, sveci itd. Vode i upravljaju k Svetom od Svetih. Stoga nas ličnosti na ikonama na ikonostasu vode k nebu, pa stoga ikonostas spaja umjesto da razdvaja. Ikone na ikonostasu su također prozori i mostovi k nebu (iako su sve ikone, bez obzira na njihovo mjesto, prozori i mostovi u nebo). Stoga je smisao ikonostasa predstavljanje Krista koji je veza, vrata, između oba kraljevstva. Savršeno objašnjenje za ikonostas i njegovu sjedinjujuću svrhu vidi se u Poslanici Hebrejima 10:19-20, "Prema tome, braćo, budući da mi snagom krvi Isusove otvoreno možemo ući u Svetinju nad svetinjama – taj novi i životonosni put on nam je otvorio kroz zastor, to jest kroz svoje tijelo."

## Razvitak
Arheološki dokaz iz manastira sv. Ivana iz Stoudiosa u Konstantinopolu pretpostavlja da se ikonostas razvio iz ranog templona. Bazilika posvećena Ivanu Krstitelju sagrađena je 463. Godine. U njoj oltarna pregrada okružuje oltar u obliku slova π s velikim vratima koja gledaju prema brodu i dvoje manjih vrata sa svake strane. Dvanaest redova drže oltarne pale dugače 1.6 metara. Visina pala nije poznata. Oltarna pregrada nije bila jednostavan niski parapet (kratki zid), jer su otkriveni ostaci stupića za koje se pretpostavlja da su nosili arhitrav na vrhu stupova.

Templon je postupno zamijenio sve ostale oblike oltarnih pregrada u bizantinskim crkvama tijekom 6., 7. i 8. stoljeća osim u Kapadociji. Sveta tradicija pripisuje otkriće čvrstog ikonostasa sv. Baziliju Velikom.
Do kasnog 10. stoljeća jednostavna drvena oltarna pregrada odvajala je apsidu od broda u crkvama usječenima u stijenu u Derinkuyuu, iako je do kasnog 11. stoljeća templon već postao standardom. Razlog tome vjerojatno leži u štovanju i imitaciji velike crkve Aje Sofije u Konstantinopolu, iako stupasta forma oltarne pregrade prethodi Aji Sofiji.
Nedavno se, posebice u dijaspori, pojavio liturgijski pokret koji se priklonio otvorenijem stilu ikonostasa. Ovi ikonostasi imaju samo jedan ili dva reda sa široko otvorenim kraljevskim vratima.
Oltarni prikaz pronađen u nekim rimokatoličkim i anglikanskim crkvama i katedralama u mnogim dijelovima Europe (posebice u Engleskoj) tijekom kasnog srednjeg vijeka zauzimao je slično mjesto ali je imao drugačiju funkciju.

## Istočno kršćanstvo
Istočne pravoslavne i istočne katoličke crkve koje slijede istočni obred razlikuju se međusobno po uporabi ikonostasa. Armenske i sirijske crkve često koriste zastor za razliku od čvrstih ikonostasa. Koptske i etiopske crkve koriste ikonostas koji je ponekad napravljen rešetkasto tako da je polurazvidan.

## Ikonostasi u Hrvatskoj
Veliki broj kvalitetnih ikonostasa sačuvan je u pravoslavnim i grkokatoličkim crkvama Hrvatske. Najveći broj ikonostasa u Hrvatskoj nastao je između 17. i 20. stoljeća. 
Krajem 19. i početkom 20. stoljeća brojni su ugledni hrvatski slikari radili ikone za ikonostase: Ivan Tišov, Bela Čikoš Sesija, Celestin Medović, Ferdo Kovačević i drugi (u pravoslavnim parohijskim crkvama u Bjelovaru i Požegi, pravoslavnoj katedrali u Plaškom i grkokatoličkoj katedrali u Križevcima). Brojne ikonostase izveli su obrtnici zagrebačke Obrtne škole prema projektima Hermanna Bolléa, Vinka Rauschera, Stjepana Podhorskog i drugih arhitekata.

## Galerija
- Hosios Loukas (srednje bizantinsko razdoblje), Distomo, u Beotiji, Grčka
- Parga, Grčka
- Sveti Sava Nikozija, Cipar